# DFS Classic 1996
Il DFS Classic 1996  è stato un torneo di tennis giocato sull'erba.
È stata la 15ª edizione del DFS Classic, che fa parte della categoria Tier III nell'ambito del WTA Tour 1996.
Si è giocato al Edgbaston Priory Club a Birmingham in Inghilterra, dal 10 al 16 giugno 1996.

## Campionesse

### Singolare
Meredith McGrath ha battuto in finale  Nathalie Tauziat con il punteggio di 2–6, 6–4, 6–4

### Doppio
Elizabeth Smylie /  Linda Wild hanno battuto in finale  Lori McNeil /  Nathalie Tauziat con il punteggio di 6–3, 3–6, 6–1